# IC 1435
IC 1435 је спирална галаксија у сазвјежђу Водолија која се налази на листи објеката дубоког неба у Индекс каталогу.
Деклинација објекта је - 22° 5' 47" а ректасцензија 22h 13m 26,1s. Привидна величина (магнитуда) објекта IC 1435 износи 13,1 а фотографска магнитуда 13,9. IC 1435 је још познат и под ознакама ESO 601-30, MCG -4-52-25, AM 2210-222, IRAS 22106-2220, PGC 68320.